# Florian Micheler
Florian Peter Micheler (* 17. Mai 2005 in Innsbruck) ist ein österreichischer Fußballspieler. Der Mittelfeldspieler steht bei der TSG 1899 Hoffenheim unter Vertrag und ist aktuell an Arminia Bielefeld ausgeliehen.

## Karriere

### Verein
Micheler begann seine Karriere beim SV Aldrans. Im März 2011 wechselte er zum FC Wacker Innsbruck. Zur Saison 2018/19 kam er bereits als 13-Jähriger in die AKA Tirol, in der er fortan sämtliche Altersstufen durchlief. Zur Saison 2021/22 wechselte er nach Deutschland in die Jugend der TSG 1899 Hoffenheim. In Hoffenheim spielte er zunächst für die B-Junioren, ab der Saison 2022/23 kam er für die A-Junioren zum Einsatz.
Noch bevor Micheler für die Reserve der TSG gespielt hatte, gab er am 16. August 2024 im DFB-Pokal gegen Regionalligist Würzburger Kickers sein Profidebüt für den Bundesligisten. Am 28. August 2024 spielte er anschließend erstmals für Hoffenheim II in der Regionalliga. Am 31. August 2024 debütierte der Mittelfeldspieler in der Bundesliga, als er am zweiten Spieltag der Saison 2024/25 gegen Eintracht Frankfurt in der 59. Minute für Dennis Geiger eingewechselt wurde. Für Micheler folgten in dieser Saison noch zwei Einsätze für die erste Mannschaft in der Gruppenphase der UEFA Europa League. Zudem gelang ihm mit der zweiten Mannschaft als Meister der Regionalliga Südwest der Aufstieg in die 3. Liga.
Zur Saison 2025/26 wechselte Micheler leihweise zum Zweitliga-Aufsteiger Arminia Bielefeld und verlängerte dabei gleichzeitig seinen Vertrag bei der TSG langfristig.

### Nationalmannschaft
Micheler spielte im Oktober 2021 dreimal für die österreichische U-17-Auswahl. Zwischen Oktober 2022 und März 2023 kam er dreimal im U-18-Team zum Zug. Im März 2024 spielte er zweimal für die U-19-Mannschaft.

## Titel
- Meister der Regionalliga Südwest und Aufstieg in die 3. Liga: 2025 (TSG 1899 Hoffenheim II)
- Deutscher A-Junioren-Meister: 2024 (TSG 1899 Hoffenheim)
- Deutscher A-Junioren-Pokalsieger: 2024 (TSG 1899 Hoffenheim)
- Meister der A-Junioren-Bundesliga Süd/Südwest: 2024 (TSG 1899 Hoffenheim)